# 季雁池
季雁池（1958年4月—），男，中华人民共和国政治人物、外交官，曾任中华人民共和国驻拉脱维亚共和国特命全权大使和中华人民共和国驻格鲁吉亚特命全权大使。

## 生平
1984年，进入中华人民共和国外交部工作，先后在外交部苏联东欧司、外交部办公厅、驻俄罗斯大使馆、驻立陶宛大使馆、驻拉脱维亚大使馆、外交部欧亚司任职。1997年，任驻亚美尼亚大使馆参赞。2000年，任外交部欧亚司参赞。2002年，任新疆维吾尔自治区人民政府外事办公室副主任。2003年，出任中华人民共和国驻拉脱维亚大使。2005年，任外交部大使。2007年，任上海合作组织秘书处顾问。2009年，任上海合作组织中方国家协调员。2012年，任上海合作组织秘书处副秘书长。2013年3月，出任中华人民共和国驻圣彼得堡总领事。2015年12月，出任中华人民共和国驻格鲁吉亚大使。2019年6月，自驻格鲁吉亚大使离任。

## 家庭
已婚，有一女。